# Związek Obrony Prawa i Wolności Ludu
Związek Obrony Prawa i Wolności Ludu – komitet wyborczy powstały po skróceniu przez prezydenta Ignacego Mościckiego kadencji Sejmu RP. Został zawiązany 9 września 1930 roku przez partie tworzące antysanacyjny Centrolew jako reakcja na autorytarne rządy Józefa Piłsudskiego. Odpowiedzią władz było aresztowanie w nocy z 9 na 10 września 19 byłych posłów, przywódców nowo powstałej koalicji. Wśród uwięzionych i osadzonych w twierdzy brzeskiej znaleźli się m.in. Wincenty Witos, Władysław Kiernik, Karol Popiel i Wojciech Korfanty.
Wybory przeprowadzone po rozprawie z opozycją zyskały nazwę wyborów brzeskich. Związek Obrony Prawa i Wolności Ludu otrzymał w tych wyborach niecałe 18% poparcia, co przez jego zwolenników zostało uznane za dotkliwą klęskę, która ostatecznie doprowadziła do rozkładu koalicji centrolewicowej. Była to ostatnia próba konsolidacji sił opozycyjnych przeciwko rządom Sanacji w II Rzeczypospolitej.